# Lista över countyn i Michigan

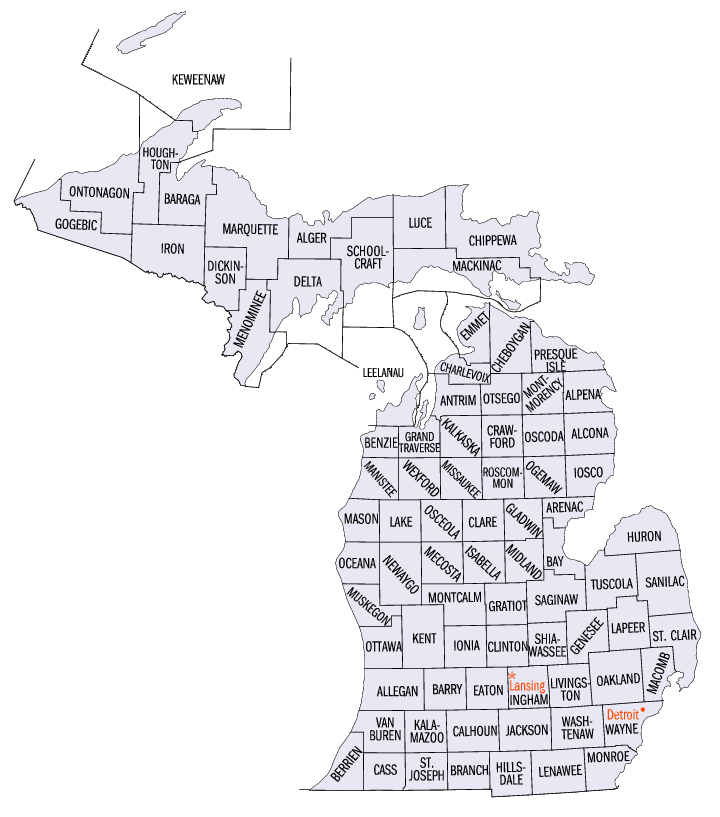
Michigans countyn.

Detta är en lista över de 83 countyn som finns i delstaten Michigan i USA. 
| County                | Centralort (County Seat) |
| --------------------- | ------------------------ |
| Alcona County         | Harrisville              |
| Alger County          | Munising                 |
| Allegan County        | Allegan                  |
| Alpena County         | Alpena                   |
| Antrim County         | Bellaire                 |
| Arenac County         | Standish                 |
| Baraga County         | L'Anse                   |
| Barry County          | Hastings                 |
| Bay County            | Bay City                 |
| Benzie County         | Beulah                   |
| Berrien County        | St. Joseph               |
| Branch County         | Coldwater                |
| Calhoun County        | Marshall                 |
| Cass County           | Cassopolis               |
| Charlevoix County     | Charlevoix               |
| Cheboygan County      | Cheboygan                |
| Chippewa County       | Sault Ste. Marie         |
| Clare County          | Harrison                 |
| Clinton County        | St. Johns                |
| Crawford County       | Grayling                 |
| Delta County          | Escanaba                 |
| Dickinson County      | Iron Mountain            |
| Eaton County          | Charlotte                |
| Emmet County          | Petoskey                 |
| Genesee County        | Flint                    |
| Gladwin County        | Gladwin                  |
| Gogebic County        | Bessemer                 |
| Grand Traverse County | Traverse City            |
| Gratiot County        | Ithaca                   |
| Hillsdale County      | Hillsdale                |
| Houghton County       | Houghton                 |
| Huron County          | Bad Axe                  |
| Ingham County         | Mason                    |
| Ionia County          | Ionia                    |
| Iosco County          | Tawas City               |
| Iron County           | Crystal Falls            |
| Isabella County       | Mount Pleasant           |
| Jackson County        | Jackson                  |
| Kalamazoo County      | Kalamazoo                |
| Kalkaska County       | Kalkaska                 |
| Kent County           | Grand Rapids             |
| Keweenaw County       | Eagle River              |
| Lake County           | Baldwin                  |
| Lapeer County         | Lapeer                   |
| Leelanau County       | Suttons Bay Township     |
| Lenawee County        | Adrian                   |
| Livingston County     | Howell                   |
| Luce County           | Newberry                 |
| Mackinac County       | St. Ignace               |
| Macomb County         | Mount Clemens            |
| Manistee County       | Manistee                 |
| Marquette County      | Marquette                |
| Mason County          | Ludington                |
| Mecosta County        | Big Rapids               |
| Menominee County      | Menominee                |
| Midland County        | Midland                  |
| Missaukee County      | Lake City                |
| Monroe County         | Monroe                   |
| Montcalm County       | Stanton                  |
| Montmorency County    | Atlanta                  |
| Muskegon County       | Muskegon                 |
| Newaygo County        | White Cloud              |
| Oakland County        | Pontiac                  |
| Oceana County         | Hart                     |
| Ogemaw County         | West Branch              |
| Ontonagon County      | Ontonagon                |
| Osceola County        | Reed City                |
| Oscoda County         | Mio                      |
| Otsego County         | Gaylord                  |
| Ottawa County         | Grand Haven              |
| Presque Isle County   | Rogers City              |
| Roscommon County      | Roscommon                |
| Saginaw County        | Saginaw                  |
| Saint Clair County    | Port Huron               |
| Saint Joseph County   | Centreville              |
| Sanilac County        | Sandusky                 |
| Schoolcraft County    | Manistique               |
| Shiawassee County     | Corunna                  |
| Tuscola County        | Caro                     |
| Van Buren County      | Paw Paw                  |
| Washtenaw County      | Ann Arbor                |
| Wayne County          | Detroit                  |
| Wexford County        | Cadillac                 |